# Ščrbineci Kiss-kúria
A ščrbineci Kiss-kúria (horvátul: Kurija Kiš Ščrbinec) egy barokk főúri kastély Horvátországban, a Krapina-Zagorje megyében fekvő Zlatarhoz tartozó Šćrbinec nevű településen. A Horvát Zagorje egyik legérdekesebb nemesi rezidenciája, melynek története nemcsak hogy a középkorig nyúlik vissza, hanem a legrégebbi, a mai napig folyamatosan lakott horvát főúri rezidencia.

## Fekvése
A kúria a Gornja Batinától keletre fekvő aprócska Šćrbinec falu déli szélén található.

## Története
Bár egyes szerzők a kúria építését az 1450 és 1488 között élt ščrbineci Petar Ščerbenski családjának tulajdonítják valószínűbb, hogy a mai kúria helyén állt legrégebbi épületet még a Buzsanics család emelte. A Buzsanicsok egy rövid megszakítással 1461-től 1697-ig voltak itt birtokosok, amikor átmenetileg unokatestvérük, a Kninből származó Bojnicsich Gáspár birtokolta, aki az 1470-es évek végén vagy 1480-as évek elején erődített udvarházzá építette át. 1697-ben Buzsanics Dorottya és sauloveci Kiss Ferenc (Franjo Kiš Šaulovečki, ? - 1715 körül) házasságával az egyik legrégebbi, ma is élő horvát nemesi család birtokába került, akiknek tulajdonában ma is található. 

## Leírása
Annak a ténynek köszönhetően, hogy a Kiss család másodlagos lakóhelye volt, ezt az épületegyüttest nem építették radikálisan át, így szinte teljesen megőrizte a 17. század végén az építési munkák során kialakított külső megjelenését. A kúria egy egyszintes épület, hosszúkás és szabálytalan téglalap alakú alaprajzzal, amelyet magas, kontyolt nyeregtetővel fedtek le. Északnyugati sarkában kisebb pince található. Az első emeleten, a kastély délnyugati sarkán és a tetőszerkezet alfalán kívül az egész épület elnagyoltan tört, egyenlőtlen magasságú kőből épült, melyek nagy mennyiségű habarccsal vannak összekötve, így a kastély homlokzata a 15. század második felétől a 17. század végéig jellemző falazattal rendelkezik. 
A nyugati homlokzat legszélső északi részén, szinte a saroknál található egy kis négyzet alaprajzú, piramis tetővel borított emeletes torony. Három homlokzata az első emelet magasságában egy-egy nagyobb ablakkal rendelkezik, ellentétben a földszinttel, amelyet a nyugati homlokzaton csak egy kisebb téglalap alakú kisablak világít meg. Ma a déli homlokzaton keresztül egy kisebb ajtón léphetünk be. A keleti homlokzat közepén körülbelül 1843-ig torony állt, nyoma ma is látható a kastély keleti homlokzatán a mai tető magasságáig. 
A kúria nyugati homlokzatán az első emelet magasságában két körte alakú puskalőrés maradt meg, melyek a fából épített fedett terasz kijáratát szegélyezik. Figyelembe véve, hogy ez az ajtó ma is megközelíthető egy mozgatható falépcsővel, amely a déli oldalon lévő terasznak támaszkodik, feltételezhetjük, hogy az épületnek itt volt a régebbi bejárata. Minthogy a terasz és a lépcső egyaránt felújított épületrészek, nem lehetetlen, hogy helyzetükkel és megjelenésükkel utánozzák az eredeti fa bejárati szerkezet formáját. A többi építészeti részlet közül a legérdekesebbek a vár északi részén található késő gótikus stílusú kő körlépcsők, amelyek összekötik a földszintet és az első emeletet. 
Figyelembe véve a leírt építészeti részletek helyzetét, kétségtelen, hogy az épület legrégibb része a kastély északi és középső részén található. Bár a legrégebbi megjelenését nem tudjuk teljesen rekonstruálni, a leírt részletek és a szintenkénti alaprajzok hasonlósága alapján feltételezhetjük, hogy ščrbineci Kiss-kúria eredetileg egyemeletes épület volt, amelyet a knini Bojnicsich Gáspár korszerűsített négyzetes alaprajzú, egyemeletes épületté alakítva, amelybe az első emeleten lévő ajtón keresztül és a faépítményen keresztül jutottak be. Bár egyéb régi részletek nem maradtak fenn, az analógiák (Radovečki Križovljan, Konjščina, Gornja Stubica, Brod na Kupi) alapján feltételezhetjük, hogy egykor a kúria védművekkel volt ellátva. A meglévő három szinten (pince, földszint, első emelet) kívül lehetett egy negyedik, védelmi célokat szolgáló szint is, amely fából készült konzolos galéria formájában épült fel, amelyen a tetőszerkezet nyugodott. A lőrések megjelenése alapján úgy tűnik, hogy a tornyokat valamivel később építették a nyugati és a keleti homlokzatokra.
Amikor a 17. században megszűnt a közvetlen oszmán fenyegetés, hosszabb békeidő kezdődött, amely a horvát nemesség gazdasági fellendüléséhez, és ezáltal a lakhatásuk trendjeinek megváltozásához vezetett. Ez az az idő, amikor a régi erődített lakóhelyek tömegesen épültek át a barokk stílus szellemében. Ezt a tendenciát Ščrbinec sem kerülte el. A kastély régi és új részének találkozása leginkább a keleti homlokzaton látható, ahol az újonnan épített rész kissé kiugrik a régebbi homlokzat és a torony síkjából. A felújítás során a kastély délnyugati sarkában árkádos folyosót építettek (mára már befalazták), amelyen keresztül a kastélyba léphettek. A többi részlet közül érdekes a déli homlokzaton a tetőgerinc közelében található napóra.